# Prosoplus basivittatus
Prosoplus basivittatus är en skalbaggsart som beskrevs av Stefan von Breuning 1940. Prosoplus basivittatus ingår i släktet Prosoplus och familjen långhorningar. Inga underarter finns listade i Catalogue of Life.